# Mieirżan Aszyrow
Mieirżan Żołdasbiekowicz Aszyrow (ros. Меиржан Жолдасбекович Аширов; ur. 30 stycznia 1992) – kazachski zapaśnik walczący w stylu wolnym. Zajął siedemnaste miejsce na mistrzostwach świata w 2017 roku. 
Brązowy medalista mistrzostw Azji w 2018 i 2020. Akademicki mistrz świata w 2016. Pierwszy na MŚ wojskowych w 2024 i trzeci w 2023. Siódmy w Pucharze Świata w 2018. Trzeci na MŚ juniorów w 2012 roku.